# Sin-Eribam
Sin-Eribam o Sir-Iribam fue el décimo rey de Larsa. Gobernó a mediados del siglo XIX a. C., pero apenas se tienen datos de su reinado. Probablemente conservó en su poder, aunque con dificultades, las ciudades de Ur y Nippur. Se desconoce asimismo cuál fue su deidad personal.